# MEGARYU
MEGARYU（メガリュウ）は、日本の2人組レゲエ・ユニット。共に岐阜県出身。エイベックス・ヴァイヴ・プロダクション所属。レーベルはcutting edge。現在も岐阜に在住し、日本全国で活動している。

## メンバー
- MEGA HORN（メガホーン）
- RYU REX（リュウレックス）

## 略歴
2000年、R&Bシンガー・HITOMI（現hitomico）と共に「マグニチュード」を結成。HITOMI脱退後、現在のデュオスタイルのユニットとなり、しばらくは「MEGA HORN & RYU REX」名義で活動していた。
2002年にミニアルバム『我流』でインディーズデビュー。2004年にcutting edgeよりミニアルバム『JUST NOW』でメジャーデビュー。
2006年、「Day by Day」が横浜ゴム「ECOタイヤDNA」のCMに起用され話題になって、後にミニアルバム『Day by Day』はオリコンチャート6位、アルバム『我流旋風』は1位を獲得した。
2010年で結成10年で、初のベストアルバム『メガ・ベスト～我流全集～』発売し、飛騨・美濃観光大使にも就任。
2013年9月まではエイベックス・マネジメントに所属していた。
2014年4月7日 RYUREXの声のコンディション改善と、2人の音楽に対する方向性の違いのため、MEGARYUとしての活動を休止。MEGAHORNはソロで音楽活動、RYUREXは歌唱以外の活動を行っている。

## ディスコグラフィー

### その他
1. 倖田來未「Chase」（2004年7月28日）
  - 2. Heat feat.MEGARYU
2. PANG「stage by stage」（2005年2月23日）
  - 5. stage by stage(feat.MEGARYU&lecca)
3. 「NATURAL WOMAN」（2005年4月2日）
  - 6. FEEL ALLRIHGT
4. 「BLEND MEGARYU」（2005年8月10日）「MEGA HORN&RYU REX」名義
5. BANTY FOOT「BANTY FOOT vol.1:STREAM」（2006年2月25日）
  - 16. DEAR
6. 「Ragga-N-Chu/ラガ人」（2006年3月15日）
  - 8. Sunshine
7. 「Thanx Grateful to you」（2006年6月7日）
  - 3. DEAR
8. 「Best Of HASE-T Produce Works 『BoomBox Vol.1』」（2007年4月25日）
  - 26. Mr.45
9. PANG「きずな feat.MEGARYU」（2007年5月9日）
  - 1. きずな feat.MEGARYU
10. PANG「PANG III～絆～」（2007年7月4日）
  - 10.アバンチュール feat.MEGA HORN
11. 「めざましテレビpresents 「Relaxing Reggae」」（2007年7月11日）
  - 2.心のオアシス
12. 「Regain」（2007年7月11日）
  - 10. アゲアゲハリケーン
13. DJ KAORI「DJ KAORI'S JMIX」（2007年10月24日）
  - 20. Day by Day
14. 「スウィート・ヴァイブレーション ～レゲエ・ラヴァーズ～」（2007年12月05日）
  - 8. SUNSHINE
15. 「MASTER BLASTER ～JAPANESE REGGAE DANCEHALL IN DE HIGH～Mixed by PACE MAKER」（2008年3月26日）
  - 39. ETERNAL LOVE
16. 「MASTER BLASTER 2007 ～JAPANESE REGGAE DANCEHALL IN DE HIGH2～Mixed by PACE MAKER」（2008年3月26日）
  - 24. 心のオアシス
17. C&K「CK island」（2008年6月18日）
  - 4.SORRY SORRY feat.MEGA HORN(MEGARYU)
18. 「Dancehall Lovers Japan」（2008年06月25日）
  - 2. アゲアゲハリケーン
19. PANG「PANG 4 YOU」（2008年7月23日）
  - 14. Weekend Love Storyをもう一度 with RYU REX
20. JAMOSA「SEASON CHANGES feat.MEGARYU」（2008年10月8日）
  - 1. SEASON CHANGES feat.MEGARYU
21. 「愛 LOVE ジャパレゲ!～SWEET LOVERS SELECTION～」（2008年12月10日）
  - 1. もう一度あなたに会えたなら
22. 「LUIRE presents THE PARTY」（2009年01月14日）
  - 11. 本気っスカ!
23. DJ MASTERKEY「DJ MASTERKEY」（2009年1月28日）
  - 16. SUNSHINE
24. 「愛レゲエ2」（2009年2月4日）
  - 8. I miss you
25. 「涙レゲエ」（2009年2月4日）
  - 3. STAR
26. 「卒業のうた」（2009年2月25日）
  - 7. 歌にして贈る言葉
27. 「カラアゲ!!」（2009年2月25日）
  - 13. Day by Day
28. 「リック・ナービー★shoe shock MIX SHOW」（2009年2月25日）
  - 12.各駅停車～Step By Step 自分らしく～
29. 「OUT WORKS & COLLABORATION BEST」（2009年3月25日）
  - 4. Heat feat.MEGARYU
30. 「いちばん大切なキミへ贈るうた～友達 家族へ～」（2009年5月20日）
  - 13. きずな feat.MEGARYU
31. PANG「PANG 5☆STAR」（2009年6月3日）
  - 6. Hot Hot Gal feat.MEGARYU
32. 「ダンスホール・ラヴァーズ・ジャパンII MELLOW LOVE TRAX」（2009年6月24日）
  - 1. Day by Day
33. 「愛LOVE ジャパレゲ 2～DANCEHALL SELECTION～」（2009年08月05日）
  - 1. Hot Hot Gal feat.MEGARYU
34. 「泣きレゲエ ～愛 LOVE ジャパレゲ3～」（2009年11月18日）
  - 1. ハナコトバ
35. 「涙レゲエ2 ～talkin' blues～」（2009年12月2日）
  - 2. ROOTS
36. SPICY CHOCOLATE「京RAGGA LOVERS」（2010年01月27日）
  - DISC2-15. きずな feat.MEGARYU
37. 「流派-R GREATEST HITS」（2010年02月03日）
  - 14. STAR
38. 「BOUQUET!! -ブーケ-」（2010年02月10日）
  - 6. いつも二人で
39. 「MURASAKI SPORTS ムラスポ music life VOL.1」（2010年07月14日）
  - 5. SEASON CHANGES feat.MEGARYU
40. 「コラボ・レゲエ」（2010年08月04日）
  - 3. Stage by Stage feat.MEGARYU & lecca
41. JAMOSA「LUV～collabo BEST～」（2010年11月10日）
  - 5. SEASON CHANGES feat.MEGARYU
42. 「LOVE IS ALL」（2011年03月02日）
  - 14. 止まったままの恋時計
43. 「涙レゲエ～HIKARI～」（2011年07月20日）
  - 1. 涙レゲエBEST MIX mixed by DJ DADA
44. 「愛 レゲエ 4 ～絆～」（2011年12月7日）
  - 14. 言えなかった「ありがとう」
45. 「ベスト KIZUNA -お前らが起こしたキセキ-」（2012年02月29日）
  - 2. きずな feat.MEGARYU
46. 「amazing tunes ～00's MEGA HITS VISUAL MIX～」（2012年3月14日）
  - 15.Day by Day
47. SPICY CHOCOLATE「渋谷 RAGGA SWEET COLLECTION 2」（2012年9月5日）
  - 9. あなたを想うと feat.Tiara & MEGARYU
48. 「愛 レゲエ ～ベストミックス～」（2013年1月16日）
  - 7. I miss you
49. 「SOUL Japan Music」（2013年1月23日）
  - 5. Day by Day
50. 「BEST 姐SONG!～艶め女子鉄板J-MIX40」（2013年02月20日）
  - 23. きずな feat.MEGARYU

### タイアップ
| 曲名                         | タイアップ                                                |
| アゲアゲハリケーン           | テレビ東京系「流派-R」エンディングテーマ                  |
| Day by day                   | 横浜ゴム「ECOタイヤDNA」CMソング                          |
| 懐メロ                       | エイベックス・マーケティング「ミュゥモ」CMソング          |
| ROOTS                        | エムティーアイ「music.jp」CMソング                        |
| 電光石火のごとく             | 日本テレビ系「GOOD LOOKIN' CLUB」エンディングテーマ       |
| もっと自由に                 | TBS系「王様のブランチ」エンディングテーマ                 |
| 歌にして贈る言葉             | TBS系「ランク王国」オープニングテーマ                     |
| 朝顔のように                 | 名古屋テレビ放送「アクセる★ビリー!」エンディングテーマ    |
| ハナコトバ                   | 関西テレビ「アップ&UP!」エンディングテーマ                |
| Re：BIRTH                    | TBS系「王様のブランチ」エンディングテーマ                 |
| 我竜伝説                     | 中部日本放送「ザ・プロ野球 燃えよドラゴンズ2010」テーマ曲 |
| LOVE A LOVE feat. SEAMO      | テレビ東京系「流派-R」エンディングテーマ                  |
| LOVE A LOVE feat. SEAMO      | 日本テレビ系「GALACTICA シーズン2」エンディングテーマ     |
| MY SWEET HOME ～帰れる場所～ | JA全農ぐんまCMソング                                      |
| 言えなかった「ありがとう」   | TBS系「COUNT DOWN TV」4月度オープニングテーマ             |

## ミュージックビデオ
| 監督               | 曲名 |
| 青山賢治           | 「この先もずっと〜Brother & Sister〜」「本気っスカ！」                                                                                   |
| 伊藤克成           | 「Day by Day」 |
| 井上強             | 「懐メロ」 |
| 内野延             | 「HI-ENA feat.G2 & NEO HERO」「バタフライ GIRL feat.MOOMIN & NG HEAD」「我竜伝説」「言えなかった「ありがとう」」「止まったままの恋時計」 |
| 橘田智緒           | 「STAR (Live Ver.)」 |
| 佐藤文友           | 「ROOTS」「朝顔のように」「歌にして贈る言葉」                                                                                            |
| tatsuaki           | 「LOVE A LOVE feat.SEAMO」 |
| 野口広光           | 「FREEDOM(MEGA HORN & RYU REX)」 |
| 野崎俊二           | 「アゲアゲハリケーン」 |
| 原田英孝           | 「STAR」 |
| 東屋裕介(東谷祐介) | 「ETERNAL LOVE」「MHz -メガヘルツ-」 |
| Keisuke Fujita     | 「さくら前線が来る前に」 |
| モチナガ伸一       | 「サヨウナラララ」 |